# Episodi di SOKO - Misteri tra le montagne (quarta stagione)
La quarta stagione della serie televisiva SOKO - Misteri tra le montagne è stata trasmessa in anteprima in Austria da ORF 1 tra il 1º febbraio 2005 e il 31 maggio 2005.
| nº | Titolo originale             | Titolo italiano | Prima TV Austria | Prima TV Italia |
| -- | ---------------------------- | --------------- | ---------------- | --------------- |
| 1  | Schlittenfahrt in den Tod    |                 | 1º febbraio 2005 |                 |
| 2  | Aus der Stille kommt der Tod |                 | 8 febbraio 2005  |                 |
| 3  | Der Flug der Adler           |                 | 15 febbraio 2005 |                 |
| 4  | Die Todesquelle              |                 | 23 febbraio 2005 |                 |
| 5  | Blattschuss                  |                 | 1º marzo 2005    |                 |
| 6  | Mord im Schloss              |                 | 8 marzo 2005     |                 |
| 7  | Kajak in den Tod             |                 | 15 marzo 2005    |                 |
| 8  | Der Ring der Toten           |                 | 22 marzo 2005    |                 |
| 9  | Himmelfahrt                  |                 | 28 aprile 2005   |                 |
| 10 | Wahre Feindschaft            |                 | 3 maggio 2005    |                 |
| 11 | Tod des Starkochs            |                 | 10 maggio 2005   |                 |
| 12 | Mordlicht                    |                 | 17 maggio 2005   |                 |
| 13 | Land und Liebe               |                 | 24 maggio 2005   |                 |
| 14 | Fehler im System             |                 | 31 maggio 2005   |                 |
| 15 | Au-pair                      |                 | 18 febbraio 2005 |                 |
| 16 | Lockvogel                    |                 | 11 febbraio 2005 |                 |